# Falcidens thorensis
Falcidens thorensis är en blötdjursart som beskrevs av Salvini-plawen 1971. Falcidens thorensis ingår i släktet Falcidens och familjen Chaetodermatidae. Inga underarter finns listade i Catalogue of Life.